# 64. додела награда Греми
64. додела награда Греми биће одржана Ем-Џи-Ем гранд гарден арени у Лас Вегасу 3. априла 2022. године. Одаје признање за најбоље песме, композиције и извођаче у периоду од 1. септембра 2020. до 30. септембра 2021. године. Номинације су објављене путем виртуелног преноса уживо 23. новембра 2021. године. Извођачи за додлу проглашени су 15, 24. и 30. марта 2022. године. Водитељ ће бити јужноафрички комичар Тревор Ноа, који је водио претходну доделу 14. марта 2021. године. Локација доделе биће први пут да је Академија за дискографску уметност и науку променила град домаћина.
Џон Батист је добио највише номинација с укупно једанаест, док га следе Doja Cat, H.E.R. и Џастин Бибер с осам номинација понаособ. Додела је првобитно била заказана за 31. јануар 2022. у  арени у Лос Анђелесу; међутим, 5. јануара 2022. Академија је одложила доделу на неодређено време због забринутости за здравље и безбедност у вези са омикроном. Додела је 18. јануара 2022. померена за 3. април 2022. и променила је локацију у Ем-Џи-Ем гранд гарден арену у Лас Вегасу.